# Georges Bernard Bridel
Georges Bernard Bridel (* 14. Juni 1946 in Luzern) ist ein Schweizer Ingenieur und Luft- und Raumfahrtspezialist. Er war verantwortlich für eine Anzahl Flugzeugentwicklungen, -konzepte, operationelle Studien und historische Abhandlungen, unter anderem Leiter der Vorentwicklung von Militärflugzeugen bei EADS Military Air Systems, heute Airbus, in Manching.

## Herkunft
Georges Bridel entstammt einer alten Schweizer Waadtländerfamilie (14. Jh.) heimatberechtigt in Moudon, Vevey (Kanton Waadt) und Biel (Kanton Bern). Sein Vater André Victor Bridel war Oberst und Militärpilot der Schweizer Flugwaffe. Der Grossonkel Robert Gsell wirkte als Schweizer Flugpionier der ersten Stunde mit Schweizer Brevet Nr. 13. in Frankreich, Deutschland und in der Schweiz. Der Urgrossvater war der Oberingenieur Gustave Bridel, welcher unter anderem die erste Juragewässerkorrektion sowie von 1879 bis 1883 den Ausbau der Gotthardbahn samt Bau des grossen Tunnels leitete. Ein anderer Urgrossvater, Oberst Victor Fehr, war Gutsherr der Kartause Ittingen im Kanton Thurgau und Dr. hc. der ETH in Zürich.

## Werdegang
Georges Bridel besuchte die Kantonsschule in Luzern und studierte an der Eidgenössischen Technischen Hochschule in Zürich (ETHZ) und erwarb 1971 sein Diplom als Maschineningenieur. Anschliessend war er wissenschaftlicher Mitarbeiter am Institut für Aerodynamik der ETH in Zürich mit Abschluss als Dr. sc. techn. in 1978. Er studierte u. a. noch bei  Jakob Ackeret, einem Schweizer Aerodynamik-Pionier.
Von 1979 bis 1985 leitete Bridel die Konzeptentwicklung für das Leichtkampfflugzeug ALR Piranha, welche in der Schlussphase zusammen mit der Boeing Military Aircraft Company (Wichita, heute Boeing Defense, Space and Security) durchgeführt wurde. 1981 gründete Bridel mit Ingenieuren, Piloten und Kollegen aus Militär und Wissenschaft die ALR (Arbeitsgruppe für Luft- und Raumfahrt) in Zürich. Parallel zur Piranha-Vorentwicklung wurde das Flugleistungsprogramm APP entwickelt.
Von 1986 bis 1990 leitete Bridel die Entwicklung des Trainingsflugzeugs FFA-2000 Eurotrainer im Auftrag der Flug- und Fahrzeugwerke FFA in Altenrhein (Schweiz), seinerzeit einem Unternehmen der Justus Dornier-Gruppe.
Von 1993 bis 2011 war Bridel als Vice-President zuständig für die Vorentwicklung und Technologien von Kampfflugzeugen bei der Firma DASA (Deutsche Aerospace), später umbenannt in EADS (European Aeronautics and Space Company), heute Airbus Defence and Space (Airbus-Group). Die wichtigsten Arbeiten betrafen die Projektleitung und Flugerprobung des Jet Trainingsflugzeugs DASA-Rockwell Ranger 2000, die Konzepte für Weiterentwicklung der Tornado- und Eurofighter-Kampfflugzeuge, sowie europäische zukünftige militärische bemannte und unbemannte Flugzeugkonzepte (FAWS Future Airborne Weapon System-Germany, div. UAV Systeme sowie FOAS Future Offensive Air System). Im Frühjahr 2018 wurden die Konzepte schliesslich in ein deutsch-französisches Projekt für das europäische Future Combat Air System übergeführt. In seiner Abteilung wurde 2003 die Erprobung des deutsch-amerikanischen Forschungsflugzeuges Rockwell-MBB X-31 beendet.
Von 1981 bis 2001 war Bridel Präsident der Schweizerischen Vereinigung für Flugwissenschaften (SVFW). Im Jahre 2008 war er Präsident des Dachverbandes der europäischen Luft- und Raumfahrtgesellschaften CEAS Council of European Aerospace Societies. Bridel ist Fellow der Royal Aeronautical Society, Membre titulaire de l’Académie de l’air et espace AAE in Paris und setzt sich seit 2011 intensiv für den Weiterbestand der europäischen militärischen Luftfahrtindustrie ein. Seit 2017 ist er der Präsident der ALR (Arbeitsgruppe für Luft- und Raumfahrt). Seit 2017 leitet er bei dieser ALR die Konzeptentwicklung für ein kleinstmögliches Hochleistungsflugzeug.

## Publikationen
- Schweizerische Strahlflugzeuge und Strahltriebwerke. Verkehrshaus der Schweiz, Luzern, Sonderveröffentlichung Nr. 2, 1975, ISBN 3-85954-902-2.
- Georges Bridel. Alpenbahn Ingenieure, Schweizer Pioniere der Wirtschaft und Technik. Verein für wirtschaftshistorische Studien, Meilen 2001, ISBN 3-909059-19-8.
- Looking at future fighter concepts for EADS Military Aircraft. Interavia Vol 56, 2001
- Jakob Ackeret, Schweizer Wegbereiter des Luftverkehrs, Schweizer Pioniere der Wirtschaft und Technik. Verein für wirtschaftshistorische Studien, Meilen 1998, ISBN 3-909059-15-5.
- Juerg Branger: 5 Pioniere des Flugzeugbaus, Schweizer Pioniere der Wirtschaft und Technik. Verein für wirtschaftshistorische Studien, Zürich 2007, ISBN 978-3-909059-38-6.
- Development of Prospective Projects and Technologies in Western European Collaboration. ASTEC Congress, Moskau 2007.
- What future for the European combat aircraft industry? A Death foretold? G. Bridel, 3rd CEAS Air & Space Conference, 21st AIDAA Congress 2011, Venice, Italy
- Die Eroberung der Lüfte. In: Franz Betschon et al. (Hrsg.): Ingenieure bauen die Schweiz: Technikgeschichte aus erster Hand. Verlag Neue Zürcher Zeitung, Zürich 2013, S. 258–264, ISBN 978-3-03-823791-4
- From Basel to St. Petersburg – Aeronautical and Scientific Milestones: Daniel Bernoulli and Leonhard Euler a Russian-Swiss Heritage. ICAS Congress 2014.
- Safeguarding the European Combat Aircraft Industry. G. Bridel, 5th CEAS Air & Space Conference, 7-11 September 2015, Delft, NL
- De l’Aéronautique Militaire Européenne: expérience vécue.[5]. Grande société, Bern, 11. Juni 2015.
- Janus, High-Energy Supersonic & Low-Cost Aircraft. SMi Conference, London 2016.
- European Combat Aircraft Industry, from Today’s Success to Tomorrow’s Death? The 3rd European Air & Space Congress, CEAS. Venedig 2017.
- 10 Jahre Schweizerische Strahlflugzeuge und Strahltriebwerke 1948–1958, oder «Die verpassten Gelegenheiten».